# Oscar for bedste musik
Oscar for bedste musik (på engelsk Academy Award for Original Music Score) er en oscar-statuette, der gives til den komponist der har begået den bedste originale underlægningsmusik til en film fra det forløbne år. 
Årstallene i nedenstående liste angiver derfor tidspunktet for filmens biografpremiere (i Californien) og dermed året før selve Oscaruddelingen.

## 2010'erne
- 2019 - Hildur Guðnadóttir - Joker
- 2018 - Ludwig Göransson - Black Panther
- 2017 - Alexandre Desplat for The Shape of Water
- 2016 – Justin Hurwitz for La La Land
- 2015 – Ennio Morricone for The Hateful Eight
- 2014 – Alexandre Desplat for The Grand Budapest Hotel
- 2013 – Steven Price for Gravity
- 2012 – Mychael Danna for Life of Pi
- 2011 – Ludovic Bource for The Artist
- 2010 – Trent Reznor og Atticus Ross for The Social Network

## 2000'erne
- 2009 – Michael Giacchino for Op
- 2008 – A.R. Rahman for Slumdog Millionaire
- 2007 – Dario Marianelli for Atonement
- 2006 – Gustavo Santaolalla for Babel
- 2005 – Gustavo Santaolalla for Brokeback Mountain
- 2004 – Jan Kaczmarek for Finding Neverland
- 2003 – Howard Shore for Ringenes Herre - Kongen vender tilbage
- 2002 – Elliot Goldenthal for Frida
- 2001 – Howard Shore for Ringenes Herre - Eventyret om Ringen
- 2000 – Tan Dun for Tiger på spring, drage i skjul

## 1990'erne
- 1999 – John Corigliano for Den Røde Violin
- 1998 (Opdelt)
  - Drama – Nicola Piovani for Livet er smukt
  - Komedie eller musical – Stephen Warbeck for Shakespeare in Love
- 1997 (Opdelt)
  - Drama – James Horner for Titanic
  - Komedie eller musical – Anne Dudley for Det' bare mænd
- 1996 (Opdelt)
  - Drama – Gabriel Yared for Den engelske patient
  - Komedie eller musical – Rachel Portman for Emma
- 1995 (Opdelt)
  - Drama – Luis Enríquez Bacalov for Il Postino
  - Komedie eller musical – Alan Menken for Pocahontas
- 1994 – Hans Zimmer for Løvernes Konge
- 1993 – John Williams for Schindlers liste
- 1992 – Alan Menken for Aladdin
- 1991 – Alan Menken for Skønheden og Udyret
- 1990 – John Barry for Danser med ulve

## 1980'erne
- 1989 – Alan Menken for Den Lille Havfrue
- 1988 – David Grusin for The Milagro Beanfield War
- 1987 – Ryuichi Sakamoto, David Byrne, Cong Su for Den sidste kejser
- 1986 – Herbie Hancock for Round Midnight
- 1985 – John Barry for Mit Afrika
- 1984 (Opdelt)
  - Originalt – Maurice Jarre for A Passage to India
  - Sangbaseret – Prince for Purple Rain
- 1983 (Opdelt)
  - Originalt – Bill Conti forThe Right Stuff
  - Sangbaseret eller adapteret – Michel Legrand, Alan Bergman, Marilyn Bergman for Yentl
- 1982 (Opdelt)
  - Originalt – John Williams for E.T.
  - Sangbaseret eller adapteret – Henry Mancini, Leslie Bricusse, Henry Mancini for Victor/Victoria
- 1981 – Vangelis for Viljen til sejr
- 1980 – Michael Gore for Fame

## 1970'erne
- 1979 (Opdelt)
  - Originalt – Georges Delerue for A Little Romance
  - Sangbaseret eller adapteret – Ralph Burns for All That Jazz
- 1978 (Opdelt)
  - Originalt – Giorgio Moroder for Midnight Express
  - Adapteret – Joe Renzetti for The Buddy Holly Story
- 1977 (Opdelt)
  - Originalt – John Williams for Star Wars
  - Sangbaseret eller adapteret – Jonathan Tunick for A Little Night Music
- 1976 (Opdelt)
  - Originalt – Jerry Goldsmith for Tegnet
  - Sangbaseret eller adapteret – Leonard Rosenman for Bound for Glory
- 1975 (Opdelt)
  - Originalt – John Williams for Dødens gab
  - Sangbaseret eller adapteret – Leonard Rosenman for Barry Lyndon
- 1974 (Opdelt)
  - Originalt – Nino Rota og Carmine Coppola for The Godfather: Part II
  - Sangbaseret eller adapteret – Nelson Riddle for Den store Gatsby
- 1973 (Opdelt)
  - Originalt – Marvin Hamlisch for The Way We Were
  - Sangbaseret eller adapteret – Marvin Hamlisch for Sidste stik
- 1972 (Opdelt)
  - Originalt – Charles Chaplin, Raymond Rasch og Larry Russell for Rampelys
  - Sangbaseret eller adapteret – Ralph Burns for Cabaret
- 1971 (Opdelt)
  - Originalt – Michel Legrand for Summer of '42
  - Sangbaseret eller adapteret – John Williams for Spillemand på en tagryg
- 1970 (Opdelt)
  - Originalt – Francis Lai for Love Story
  - Sangbaseret eller adapteret – The Beatles for Let It Be

## 1960'erne
- 1969 (Opdelt)
  - Originalt – Burt Bacharach for Butch Cassidy and the Sundance Kid
  - Musical eller adapteret – Lennie Hayton og Lionel Newman for Hello, Dolly!
- 1968 (Opdelt
  - Originalt – John Barry for The Lion in Winter
  - Musical eller adapteret – John Green for Oliver!
- 1967 (Opdelt)
  - Originalt – Elmer Bernstein for Thoroughly Modern Millie
  - Adapteret – Alfred Newman og Ken Darby for Camelot
- 1966 (Opdelt)
  - Originalt – John Barry for Born Free
  - Adapteret – Ken Thorne for A Funny Thing Happened on the Way to the Forum
- 1965 (Opdelt)
  - Originalt – Maurice Jarre for Doktor Zhivago
  - Adapteret – Irwin Kostal for The Sound of Music
- 1964 (Opdelt)
  - Originalt – Richard M. Sherman og Robert B. Sherman for Mary Poppins
  - Adapteret – Andre Previn for My Fair Lady
- 1963 (Opdelt)
  - Originalt – John Addison for Tom Jones
  - Adapteret – Andre Previn for Irma la Douce
- 1962 (Opdelt)
  - Originalt – Maurice Jarre for Lawrence of Arabia
  - Adapteret – Ray Heindorf for The Music Man
- 1961 (Opdelt)
  - Drama eller komedie – Henry Mancini for Breakfast at Tiffany's
  - Musical – Saul Chaplin, Johnny Green, Sid Ramin og Irwin Kostal for West Side Story
- 1960 (Opdelt)
  - Drama eller komedie – Ernest Gold for Exodus
  - Musical – Morris Stoloff og Harry Sukman for Song Without End

## Ekstern henvisning
- Officielle regler for denne Oscar Arkiveret 8. januar 2007 hos  Wayback Machine